# Kareem Rush
Kareem Lamar Rush (ur. 30 października 1980 w Kansas City) – amerykański koszykarz, występujący na pozycji rzucającego obrońcy.

## Osiągnięcia
Na podstawie, o ile nie zaznaczono inaczej.
NCAA
- Najlepszy pierwszoroczny zawodnik Big 12 (2000)[2]
- MVP turnieju CBE Classic Missouri Regional (2002)
- Zaliczony do:
  - I składu:
    - konferencji Big 12 (2001, 2002)
    - turnieju:
      - Big 12 (2001)
      - Great Alaska Shootout (2001)

  - All-Big 12 Honorable Mention (2000)
- Lider[3]:
  - strzelców konferencji Big 12 (2001)
  - konferencji Big 12 w liczbie oddanych rzutów z gry (2002 – 585)

Drużynowe
- Mistrz Ligi Bałtyckiej (2007)
- Wicemistrz:
  - NBA (2004)[4]
  - Eurocup (2007)
  - Litwy (2007)
- Finalista pucharu Litwy (2007)

Indywidualne
- MVP:
  - meczu gwiazd ligi litewskiej (2007)
  - Final Four Ligi Bałtyckiej (2007)
- Uczestnik meczu gwiazd ligi litewskiej (2007)